# Бартенжек
Бартенжек (пол. Bartężek, нім. Bärting) — село в Польщі, у гміні Моронґ Острудського повіту Вармінсько-Мазурського воєводства.
Населення — 128 осіб (2011).
У 1975-1998 роках село належало до Ольштинського воєводства.

## Демографія
Демографічна структура станом на 31 березня 2011 року:
|          | Загалом | Допрацездатний вік | Працездатний вік | Постпрацездатний вік |
| -------- | ------- | ------------------ | ---------------- | -------------------- |
| Чоловіки | 62      | 14                 | 37               | 11                   |
| Жінки    | 66      | 16                 | 32               | 18                   |
| Разом    | 128     | 30                 | 69               | 29                   |